# 印度—俄羅斯關係
印俄关系（俄语：Российско-индийские отношения；印地语：भारत-रूस सम्बन्ध）是指印度和俄罗斯的双边关系。两国享有“特殊且具特权的战略伙伴关系”。
印度在莫斯科有一个大使馆，在圣彼得堡和海參崴設有总领事馆。俄罗斯在新德里有一个大使馆和六个总领事馆（分別位於金奈、果阿、海得拉巴、加尔各答、孟买和特里凡得琅）。在冷战期间，印度和苏联在战略、军事、经济和外交方面有着紧密的关系。苏联解体后，俄罗斯继承了先前蘇聯与印度的外交关系。

## 歷史
印度独立时，约瑟夫·斯大林对甘地和国大党以及尼赫鲁持负面看法，斯大林將印度视为英国和垄断资本主义的工具。在1953年约瑟夫·斯大林去世前，兩國关系非常冷淡。 
蘇聯和印度的友好关系始于1955年。當年6月，印度總理贾瓦哈拉尔·尼赫鲁訪問苏联，當年秋天，尼基塔·赫鲁晓夫回訪印度。赫鲁晓夫在印度期间，他宣布苏联支持印度对克什米尔以及葡屬印度擁有主权。
中华人民共和国和蘇聯本為友好鄰國，但由於當時中蘇論戰，兩國關係惡化。在1959年的中印边界争端和1962年10月的中印边境战争中，苏联宣布中立。赫鲁晓夫還给予印度大量的经济和军事援助，截至1960年，印度得到的苏联援助比中华人民共和国還多。1962年，苏联同意將部分技術轉讓給印度，並在印度與印方共同生产米格-21戰鬥機，而苏联早先曾拒绝向中华人民共和国提供該戰鬥機的技术。
1971年，因巴基斯坦军方对孟加拉人的迫害，東巴基斯坦开始尋求從巴基斯坦分裂出去。印度在孟加拉国解放战争中支持巴基斯坦分裂，为防止中国大陆和美国卷入冲突並站在巴基斯坦一方，1971年8月，印度与苏联签署了《印蘇友好合作條約》。12月，印度介入東巴基斯坦冲突，最終促使孟加拉国獨立。随着20世纪80年代末中苏关系的改善，印度和蘇聯聯手遏制中国已不再是兩國的优先事项。
2010年12月，印度和俄羅斯从“战略伙伴关系”提升为“享有特权的特殊战略合作伙伴关系”。
2017年，印度武裝部隊约68%的武器設備来自俄罗斯，使俄罗斯成为該國武器设备的主要供应商。截至2021年，印度是俄羅斯國防工業的第二大市场。

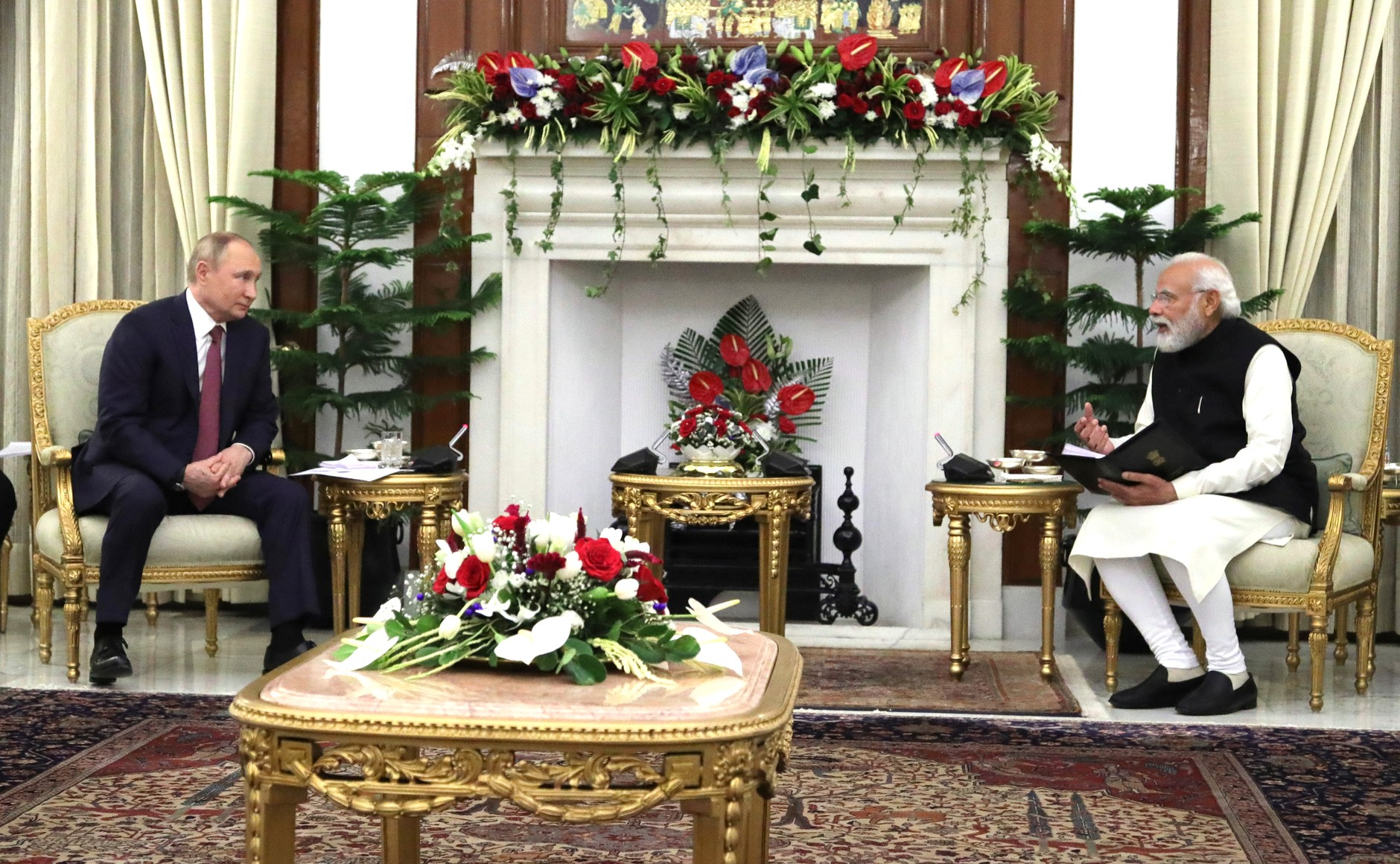
2021年俄罗斯总统普京访问印度，会晤莫迪总理。

2022年俄罗斯入侵乌克兰期间，印度总理纳伦德拉·莫迪2月24日致电弗拉基米尔·普京，呼吁立即停止暴力。他还对在乌克兰的18,000名印度学生安全出境和返回表示担忧，但是印度政府對俄羅斯入侵烏克蘭没有表态，当天早些时候，印度外交部稱“印度正在密切关注该地区事态的发展”。印度考虑建立用卢比与俄罗斯进行贸易的机制，避免制裁影响雙方贸易。
对于印度在所有谴责俄罗斯的联合国决议均弃权的做法，外界分析称两国自冷战以来一直保持密切关系，俄罗斯提供的武器装备占印度军队约70%。而印度国内舆论也长期亲俄，有不少網路用户支持俄罗斯入侵乌克兰，石英财经网指原因包括印度和俄罗斯长期友好的关系，以及印度留学生在乌克兰遭到歧视性待遇等。印度也是印太地区的四方安全对话中唯一不禁止向俄罗斯出口的成员，但印度也需要美国的援助来对抗它认为的最大威胁中國。对此，乌克兰驻印度大使伊戈尔·波利哈（Igor Polikha）对印度的立场“深感不满”。對於印度拒絕譴責俄羅斯，且向俄羅斯購買飛彈，美国国务院助理国务卿唐纳德·卢称，拜登政府正在考虑制裁印度。但是，7月美国国会投票决定放弃对印度与俄罗斯达成S-400导弹协议的制裁。8月印度空军前司令阿鲁普·拉哈元帅在新德里主办的第一期“查纳基亚 对话”上发表讲话时指出，印度正在考虑购买俄罗斯图波列夫设计局制造的图-160战略轰炸机。截止2022年12月，俄罗斯已经成为印度的最大石油供应商，俄罗斯提供給印度的石油在过去三个月中超过了伊拉克和沙特阿拉伯提供的石油。2023年3月底，俄羅斯方面表示在过去一年俄罗斯对印度的石油供应量较战前增加了22倍。